# ファルージャ
ファルージャあるいはアル＝ファルージャ(اَلْفَلُّوجَة, al-Fallūjah ないしは al-Fallūja, アル=ファッルージャ)はイラクの中部の都市。人口は約28万5000人。
日本語ではファルージャ等と表記されることが多いが、アラビア語での発音では促音を含むアル＝ファッルージャとなっている。

## 概要
首都バグダードのおよそ70km西に位置し、イラクとヨルダンを結ぶ幹線道路が通過する。スンナ派（スンニー派）の信徒が多く、200以上のモスクが存在するモスクの都市として知られる。
ファルージャはユーフラテス川の左岸（北岸）に位置し、一帯はバビロニア王国時代から定住者がいたことが明らかになっている。
サッダーム・フセイン政権下では政権の支持基盤となる「スンニー・トライアングル」の一角であり、バアス党の幹部を数多く送り出した。

## 歴史

### 湾岸戦争
ファルージャは湾岸戦争時において多くの犠牲を出した都市の一つである。橋への空爆が失敗したことにより、人で賑わっていた市場へ爆弾が2発投下され、200人ほどの民間人を死に至らしめた。

### イラク戦争以降の混乱
ファルージャは、イラク戦争によりアメリカ軍の占領を受け、同盟軍による占領統治ではアメリカ海兵隊が治安維持を担当していた。
2003年4月28日から、学校に米軍が駐留していることへの抗議デモが起こったが、これに対し米軍が発砲。多数の死傷者が出た。これを米軍側は武装したイラク人からの自衛だとしているが、市民側は投石をしていただけだと主張。
2004年3月31日、ファルージャで活動中の民間警備会社の社員であるアメリカ合衆国の民間人4人が現地武装勢力に殺害され、遺体が市民によって損傷される事件が起こると、その残虐な映像が世界中に配信された（殺された彼等は、実際は民間人とはいえ、民間軍事会社ブラックウォーター社の社員であり、彼らのような人間は皆イラク市民の視点からはアメリカ兵と同一視されている）。犠牲者の家族達は、危険な地域に行かせるのに装備が不十分だったと、ブラックウォーター社を告訴している。
4月、アメリカ軍はその報復としてファルージャの包囲掃討作戦を実行し、武装勢力が潜んでいたとしてモスクを空爆するなどの大規模な攻撃と、都市の封鎖により多くのファルージャ市民が巻き添えになったとみられる。市内の惨状がマスメディアによって報じられると、世界で反米の機運が高まり、三日で作戦中止に追い込まれた。11日から13日の一時停戦までに住民・武装勢力の死者は600人を超え、アメリカ軍にも大きな被害が出た（ファルージャの戦闘）。
ザルカーウィー率いるアルカーイダ系の武装勢力が、市内を根拠地として動きを活発にしたため、9月からは連日の空爆を加えてきたが、11月には7日にアメリカ海兵隊とイラク治安部隊の合同軍がファルージャを包囲封鎖、8日から航空機、戦車、歩兵による大規模な攻撃が行われた。1週間以上の戦闘で武装勢力1000名以上を殺害し、米軍・イラク軍双方に死者が出たが、ザルカーウィーは逃亡し、武装勢力はテロを全国で引き起こした。10日には北部モスルを武装勢力が支配下に置き、米軍は一個歩兵大隊を転戦させ、戦闘が飛び火した。

### ISILによる占領
2011年より続く隣国シリアでの内戦で勢力を拡大したイスラム過激派組織ISILは、2013年末に国境を超えイラクに侵入。ファルージャは2014年1月に陥落したが、これはイラクの都市としては初となるISILによる占領であった。その後はISILによる統治が続いたが、2016年5月23日にイラク治安部隊ならびにシーア派民兵組織である人民動員隊 (الحشد الشعبي, al-Ḥashd al-Shaʿbī, アル＝ハシュド・アッ＝シャアビー、英語略称：PMU)と米軍による攻撃が開始され、6月18日には市内中心部が、次いで26日には全域の奪還が発表された。